# Opération finlandaise du NKVD
L'opération finlandaise du NKVD est un nettoyage ethnique, une arrestation massive, des exécutions et des déportations de personnes d'origine finlandaise en Union soviétique par le NKVD pendant la période de la Grande Purge (1937-1938). Cela faisait partie des opérations de masse plus importantes du NKVD qui ciblaient de nombreuses nationalités minoritaires en Union soviétique.
Différentes estimations vont de 8 000 à 25 000 Finlandais tués ou disparus pendant la répression.

## Premières campagnes anti-finlandaises
La répression soviétique des Finlandais ingriens, qui sont un peuple étroitement lié aux Finlandais, a commencé en même temps que la collectivisation forcée en Union soviétique en 1928.
Entre 1929 et 1931, les autorités soviétiques ont déporté 18 000 personnes des zones proches de la frontière entre la Finlande et la Russie, composées jusqu'à 16% de la population finnoise ingrienne totale.
Tous les Finlandais restants dans quatre paroisses frontalières ont été déportés en 1936 et remplacés par des Russes.
En 1937, toutes les écoles de langue finnoise, les publications, les émissions et les églises luthériennes ingriennes ont été fermées.
L'opération finlandaise du NKVD a été précédée des premières campagnes anti-finlandaises de 1935-1936 qui ont commencé avec le Comité régional carélien du Parti communiste de l'Union soviétique déclarant que les «nationalistes bourgeois finlandais» devaient être détruits.
Deux éminents politiciens finno-soviétiques Edvard Gylling et Kustaa Rovio ont été arrêtés en 1935.
Bon nombre des premières cibles étaient des vétérans des gardes rouges de la guerre civile finlandaise qui vivaient alors en Union soviétique.
Les organisations locales du parti communiste et les unités militaires ont été réorganisées dans le cadre des purges, et de nombreux Finlandais ont été expulsés du parti.
À la fin de 1935, trois dirigeants de la commune agricole de Säde ont été arrêtés et leurs familles ont été exilées au nord de la Carélie.

## Opération du NKVD
Les préparatifs de l'opération ont commencé immédiatement après l'Ordre opérationnel n° 00447 du NKVD signé en mars 1937, bien qu'elle ait officiellement commencé le 5 août 1937.
Au cours du premier mois, 728 personnes ont été arrêtées.
Les troïkas et dvoikas caréliennes ont reçu des quotas sur le nombre de personnes pouvant être arrêtées et le nombre d'exécutions. En janvier 1938, 5 340 personnes avaient été arrêtées, et un nouveau quota de 700 arrestations dont 500 pouvaient être exécutées, fut fixé. Les arrestations massives se sont poursuivies jusqu'au 10 août 1938.
Les autorités caréliennes ont spécifiquement allégué qu'Edvard Gylling avait «renforcé les lignes ennemies» en recrutant des immigrants Finno-Canadiens et Finno-Américains par l'intermédiaire de l'Agence de réinstallation.
Au moins 739 Finlandais qui avaient quitté l'Amérique du Nord pour l'Union soviétique ont été réprimés en 1937 et 1938, bien que le nombre puisse être plus élevé selon l'historienne Irina Takala.
Presque tous les Finlandais nord-américains ont été reconnus coupables d'activité contre-révolutionnaire conformément à l'article 58 du code pénal soviétique.
Différentes estimations vont de 8 000 à 25 000 Finlandais tués pendant toutes les répressions de l'èpoque stalinienne.
Les Finlandais ne représentaient que 3% de la population de la République socialiste soviétique autonome de Carélie, mais représentaient plus de 40% des victimes de la Grande Purge en Carélie.
Des charniers de victimes finlandaises sont situés à Sandarmokh et Krasny Bor.

## Recherche historique
L'historienne russe Irina Takala de l'université d'État de Petrozavodsk a étudié le sujet en détail depuis les années 1990.
Elle a fait remarquer que le FSB a limité l'accès aux archives pertinentes ces dernières années.
En 2020, la Société de littérature finnoise a lancé un nouveau projet de recherche intitulé Mémoires de la répression stalinienne qui comprendra des entretiens avec les proches des victimes.
Le projet coopérera également avec le projet de recherche de 5 ans des Archives nationales de Finlande sur le sort des Finlandais en Russie entre 1917 et 1964.